# 亚尼·苏兰马
亚尼·苏兰马（芬蘭語：Jani Sullanmaa，1981年12月19日—），芬兰男子冰壶运动员。他曾代表芬兰参加2006年冬季奥林匹克运动会冰壶比赛，获得一枚银牌。